# Сан-Мартін (озеро)
Озеро О'Хіґґінс (ісп. Lago O'Higgins, в Чилі) або Сан-Марті́н (ісп. Lago San Martín, в Аргентині) — озеро в Патагонії, розташоване на межі регіону Айсе́н і провінції Санта-Крус.
Площа озера 1 058 км², висота поверхні — 250 м над рівнем моря, довжина берегової лінії — 525 км. Це найглибше озеро Америки, з максимальною глибиною 836 м біля льодовика О'Хіґґінс, що характеризується мутною світло-блакитною водою, через кам'яний пил, розчинений в ній. Головна притока — річка Маєр та невеликі струмки, єдиний витік — річка Паскуа, що стікає у Тихий океан з витратою води близько 510 м³/с.
Озеро розташоване на межі Південно-патагонського льодового щита, що тягнеться на 330 км до озер В'єдма і Архентіно. Льодовик О'Хіґґінс стікає на схід у озеро, так само як і льодовик Чіко.
Іммігранти не селилися у сухому та вітряному районі озера до 1910, коли сюди почали прибувати переселенці з Великої Британії, Скандинавії та Швейцарії, що почали розводити тут овець.
Туристичні маршрути району зазвичай включають містечко Ель-Чалтен в Аргентині та Вілла О'Хіґґінс в Чилі, та залізницю на чилійському боці озера.
Озеро має дуже нерівну форму та складається з восьми окремих рукавів, через що назва Сан-Мартін зазвичай використовується лише для аргентинських рукавів, а О'Хіґґінс — для чилійських. Обидві назви походять від імен борців за незалежність, аргентинця Хосе де Сан-Мартіна і чилійця Бернардо О'Гіґґінса, які разом воювали за незалежність Чилі та відомі як «визволителі Америки», разом з іншими відомими особами. Аргентинські рукави мають загальну площу 521 км², їх назви Cancha Rayada, Chacabuco, Maipú і De la Lancha, за назвами битв, виграних Сан-Мартіном.